# دروپلا (استان دوبریچ)
دروپلا (به بلغاری: Dropla) یک منطقهٔ مسکونی در بلغارستان است که در شهرستان بالچیک واقع شده‌است.